# تولیدمثل جنسی

در نخستین مرحله از تولید مثل جنسی، سلول‌های زایا که دارای دو سِت کروموزومی (دیپلوئید) هستند، با تقسیم میوز، گامت‌هایی با یک ست کروموزومی (هاپلوئید) را تولید می‌کنند. گامت نر و ماده در فرایند لقاح، به یکدیگر پیوسته و در نهایت، سلولی با دو سِت کروموزومی (دیپلوئید) حاصل می‌شود.

تولیدمثل جنسی یا بازفرآورش جنسی (به انگلیسی: sexual reproduction) روشی از تولیدمثل است که در آن به دو جنس نر و ماده برای تولیدمثل نیاز است مانند تولیدمثل در گیاهان، پرندگان و… انسان‌ها نیز با این روش تولیدمثل می‌کنند، یک زن و یک مرد باهم می‌توانند یک بچه به وجود بیاورند. این زن و مرد والدین نوزاد خود هستند. برای انجام تولیدمثل با این روش باید یک گامت یا سلول جنسی نر و هاپلوئید (مثل اسپرم)، با یک گامت ماده هاپلوئید دیگر (مثل تخمک)، ترکیب شده (لقاح) و یک سلول جدید دیپلوئید به‌نام زیگوت یا سلول تخم، ساخته می‌شود. در جانداران چندسلولی، این سلول، سپس با تقسیم سلولی، تبدیل به جانداری چندسلولی می‌شود. تولیدمثل جنسی، معمول‌ترین روش تولیدمثل در یوکاریوت‌ها و جانداران چندسلولی از جمله گیاهان، جانوران و قارچ‌هاست است. تولیدمثل جنسی در پروکاریوت‌ها که بدون هسته سلول هستند، انجام نمی‌گیرد اما در برخی از آن‌ها نیز، روش‌های مشابهی مثل هم‌یوغی باکتری و تراریختی و مشاهده شده‌است.
تولیدمثل انسان، به روش تولیدمثل جنسی انجام می‌گیرد. چرا که برای تولید نسل جدید به دو جنس (نر و ماده) احتیاج است تولیدمثل جنسی به وسیله سلول‌های جنسی یعنی گامت نر و ماده انجام می‌گیرد و برای تولیدمثل باید سلولهای جنسی با هم ترکیب شوند و چون تولیدمثل جنسی در پستانداران به صورت لقاح داخلی است، ترکیب گامت نر و ماده باید در بدن جاندار ماده انجام پذیرد. ما معمولاً عادت داریم در موردِ خود یا گونه‌های اهلی (نظیرِ گاو و گوسفند) جنس را با نر و ماده بودن برابر بدانیم. گیاهان نیز دارای جنس هستند و حداقل می‌دانیم که گل‌ها دارای بخش‌های نر و ماده هستند. با این وجود، جالب است بدانید که همهٔ موجوداتِ زنده دارای دو جنس نیستند و برخی از ساده‌ترین اشکالِ گیاهان و جانوران ممکن است چندجنسی باشند. به عنوانِ مثال، در یک تک‌سلولی مژکدار به نامِ «پارامسی»، هشت جنس یا هشت تیپِ جفت‌گیری وجود دارد که همگی از نظرِ شکلِ ظاهری یکسان‌ند. از این گذشته، حتی در جاندارانِ پیچیده که دو جنس وجود دارد نیز ممکن است این دو جنس هر دو در یک نفر وجود داشته باشد. به این نوع جانوران که دارای هر دو سامانۀ جنسی نر و ماده هستند اصطلاحاً هرمافرودیت (دو جنسی) گفته می‌شود.

## فرگشت
قدیمی‌ترین شواهد فسیلی یافت‌شده از تولید مثل جنسی در یوکاریوت‌ها، مربوط به دورهٔ استنین، یعنی ۱ تا ۱٫۲ میلیارد سال پیش، یافت شده‌است.